# Andy Bey
Andy Bey (* 28. Oktober 1939 in Newark, New Jersey als Andrew W. Bey; † 26. April 2025 in Englewood, New Jersey) war ein US-amerikanischer Jazz-Sänger und Pianist.

## Leben und Wirken
Andy Bey kam schon früh mit dem Jazz in Berührung; so hatte er schon mit acht Jahren einen Auftritt mit dem Saxophonistem Hank Mobley. Bey war erst dreizehn Jahre alt, als 1952 sein erstes Soloalbum erschien, Mama’s Little Boy’s Got the Blues; mit 17 gründete er mit seinen Schwestern Salome und Geraldine Bey ein Trio namens Andy and the Bey Sisters. Die Gruppe unternahm eine 16-monatige Tournee durch Europa; in Paris entstanden Aufnahmen mit Kenny Dorham, Barney Wilen und Kenny Clarke (Scoubidou/Smooth Sailing). Das Trio nahm dann Anfang der 1960er Jahre einige Schallplatten und zwei Alben für Prestige (Now! Hear!, mit Kenny Burrell) und eines für RCA auf. 1967 trennte sich die Gruppe.
In den späten 1960er und in den 1970er Jahren arbeitete Andy Bey als Sänger mit Max Roach, Duke Pearson (Sanala Dela), Stanley Clarke (Children of Forever, 1973) und Gary Bartz, für den er auch Songtexte zum Vietnamkrieg und zur Rassendiskriminierung schrieb. 1972 sang er Stevie Wonders Black Maybe in Gary Bartz’ Ntu Troop (Juju Street Songs).
Bey nahm dann 1970 für Atlantic das von indischer Spiritualität beeinflusste Album Experience and Judgment auf und begann eine längere Zusammenarbeit mit dem Pianisten Horace Silver, der ihn bei einigen seiner Alben mit religiösen Themen unterstützte, indem er Bays Musik in den 1970er und 80er Jahren auf seinem Label Silveto einspielen ließ, jedoch ohne größeren kommerziellen Erfolg. 1982 arbeitete er mit Pharoah Sanders zusammen (Heart Is a Meloday of Time).
Bey setzte in den 1990er Jahren seine Zusammenarbeit mit Silver fort; so wirkte er 1993 auf dessen Columbia-Album It’s Got to Be Funky mit. Von da an kehrte Bey wieder zu einer am Hardbop-Mainstream orientierten Musik zurück und hatte damit mehr Resonanz beim Publikum. 1991 wirkte Bey als Gastsänger an David Murrays Big-Band-Produktion David Murray Big Band Conducted by Lawrence „Butch“ Morris mit. Zu hören war er auch auf Fred Herschs Album Plays the Music of Billy Strayhorn (1995).
1994 wurde bei Andy Bey, der homosexuell war, die HIV-Erkrankung diagnostiziert. Dennoch setzte er seine Karriere fort. In den späten 1990er Jahren folgten einige Alben, die Bey für die kleinen Label Jazzette, Zagreb und Evidence einspielte, wie 1996 Ballads, Blues and Bey, gefolgt von Shades of Bey (1998) und Tuesdays in Chinatown im Jahr 2001, wo er – außerhalb des Jazzgesangs – Lieder u. a. von Nick Drake und Milton Nascimento interpretierte. Anfang 2004 erschien sein Album American Song, mit Liedern aus dem Great American Songbook, wie Ellingtons Caravan oder Strayhorns Lush Life.
Alex Henderson nannte Andy Bey in Allmusic „einen der großen unbesungenen Helden des vokalen Jazz“; Bey sei ein überragender Interpret von Songtexten mit einer großen Bandbreite und einer kräftigen, vollen Stimme. Rob Theakson verglich ihn – ebenfalls in Allmusic – mit Gil Scott-Heron und Roy Ayers.

## Diskographische Hinweise
- Now! Hear! (Prestige, 1964) mit Jerome Richardson, Kenny Burrell
- Round Midnight (Prestige, 1965) mit Burrell, Milt Hinton, Osie Johnson
- Experience and Judgement (Atlantic Records, 1970)
- Ballads, Blues and Bey (Evidence, 1996)
- Chillin’ with Andy Bey (solo, minor music 2003)
- American Song (2004, 12th Street)
- Ain’t Necessarily So (2007, 12thStreet)
- The World According to Andy Bey (HighNote, 2013)
- Pages from an Imaginary Life (HighNote, 2014)